# حروب التاريخ

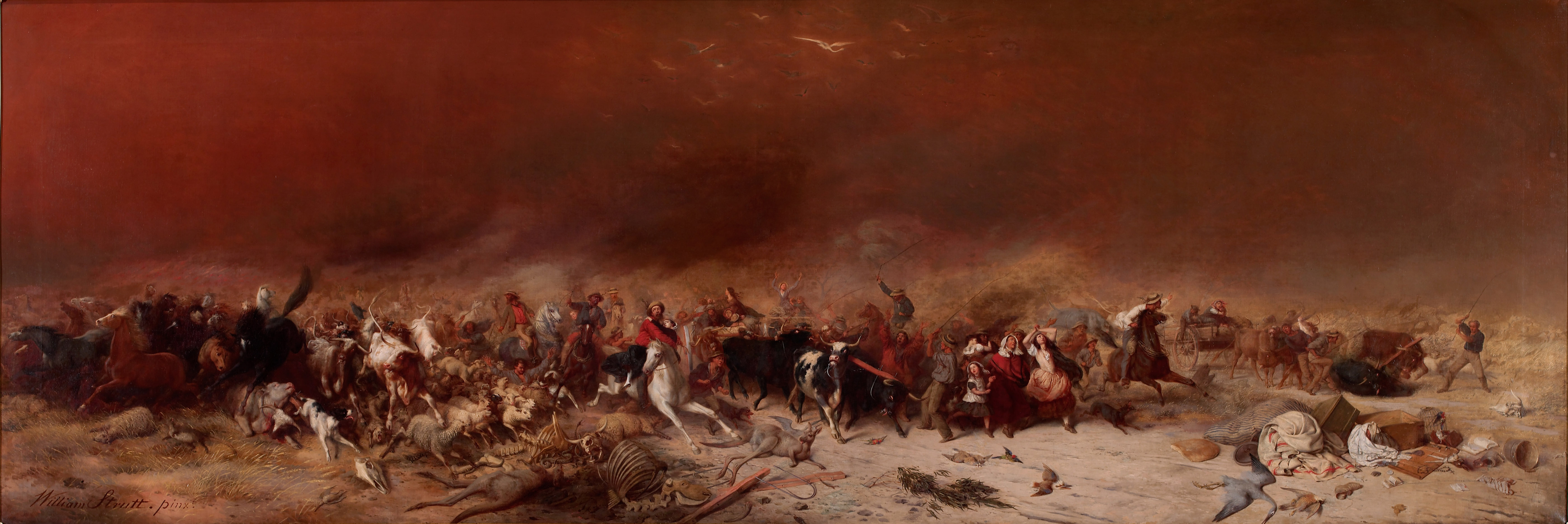

تعد حروب التاريخ في أستراليا، جدالًا عامًا مستمرًا حول تأويل تاريخ الاستعمار البريطاني لأستراليا، وتطور المجتمع الأسترالي المعاصر (خاصة فيما يتعلق بالتأثير على السكان الأستراليين الأصليين، وسكان جزر مضيق توريس).
يتعلق الجدال الأسترالي غالبا بالمدى الذي يمكن به وصف تاريخ الاستعمار الأوروبي بعد عام 1788، والإدارة الحكومية منذ الفدرلة في عام 1901 بأنه:
- نزاع بسيط نسبيًا بين المستعمرين الأوروبيين، والسكان الأستراليين الأصليين، ويفتقر عمومًا إلى الأحداث التي قد تُسمى «اجتياح» أو «الحرب» أو «حرب العصابات» أو «الاحتلال» أو «الإبادة الجماعية»، وتتسم عمومًا بنوايا إنسانية من جانب السلطات الحكومية، مع إلحاق أضرار بالشعوب الأصلية تعزى إلى حد كبير إلى عوامل غير مقصودة (مثل انتشار الأمراض الجديدة) بدلاً من السياسات الخبيثة.
- أو اجتياح اتسم بنزاع عنيف على الحدود، أو حرب عصابات (أو غيرها من أشكال الحرب) بين الأوروبيين والشعوب الأصلية، وينطوي على مذابح متكررة أو مهمة للشعوب الأصليين، الذين انخرطوا في الدفاع عن أراضيهم القبلية التقليدية، وهي حالة يمكن القول إنها تطورت إما على المستوى القومي، أو في مناطق معينة، إلى شيء يشبه حرب «إبادة»، أو يتماشى مع مصطلح الإبادة الجماعية، كنتيجة للإمبريالية البريطانية والاستعمار البريطاني، يتضمن استمرار السلب، والاستغلال، وإساءة المعاملة، والإبادة الجماعية الثقافية.

تتعلق حروب التاريخ أيضًا بمواضيع أوسع متعلقة بالهوية الوطنية، فضلاً عن الأسئلة المنهجية المتعلقة بالمؤرخ، ومهارة البحث وكتابة التاريخ، بما في ذلك قضايا مثل قيمة السجلات المكتوبة وموثوقيتها (السلطات والمستوطنين)، والتراث الشفهي (من السكان الأصليين الأستراليين)، جنبا إلى جنب مع التحيزات الإيديولوجية السياسية أو المشابهة، لأولئك الذين يفسرّونها. أحد المواضيع، عن كيف كانت الهوية البريطانية أو الهوية الأسترالية متعددة الثقافات، في التاريخ واليوم.
لعبت حروب التاريخ دورا، وبدا التاريخ المهني في تراجع، وبدأ الكتّاب الشعبيون في استعادة المجال، في الوقت نفسه.

## الجدال المتعلق بجامعة نيو ساوث ويلز
أثار نشر دليل «مصطلحات السكان الأصليين» لتدريس التاريخ وكتابته، من قبل جامعة نيو ساوث ويلز، ضجة إعلامية وجيزة. أوصوا باستبدال كلمة «استيطان» بكلمة «غزو» أو «استعمار» أو «احتلال».
اعتقدوا أيضا بوجوب إسقاط الافتراض الأنثروبولوجي المقبول عمومًا بأن «السكان الأصليين عاشوا في أستراليا منذ 40,000 عام» منذ «بداية الحلم/ الأحلام» لأنه «يعكس معتقدات العديد من الأستراليين الأصليين، الذين لطالما وُجدوا في أستراليا، ومنذ بداية الزمن» ولأن «العديد من الأستراليين الأصليين، يرون أن هذا النوع من القياس والتحديد الكمي غير مناسب».
اعتبر بعض المعلقين أن الدليل مناسب، بينما صنّفه آخرون على أنه لياقة سياسية، كانت لعنة على التعلم والمنح الدراسية.